# Kransnemesia
Kransnemesia (Nemesia melissifolia, synoniem: Nemesia melissaefolia) is een eenjarige plant, die behoort tot de helmkruidfamilie. De soort komt van nature voor in Zuid-Afrika. Het aantal chromosomen is 2n = 18.
De plant wordt 20-80 cm hoog en heeft rechtopgaande stengels. De bladrand is gekarteld.
Kransnemesia bloeit vanaf juni tot in november met witte bloemen, die een lang en recht spoor hebben. De bloemkroon bestaat uit twee lippen. De bovenlip heeft twee lobben en de onderlip heeft een geel gehemelte. De bloem heeft vijf kelkbladen en vijf meeldraden. De bloemen staan alleen in de bladoksels of vaak in open  trosvormige bloeiwijzen.
De langwerpige vrucht is een uitgerande, tweekleppige doosvrucht met veel zaden, die een brede, vliezige rand hebben.

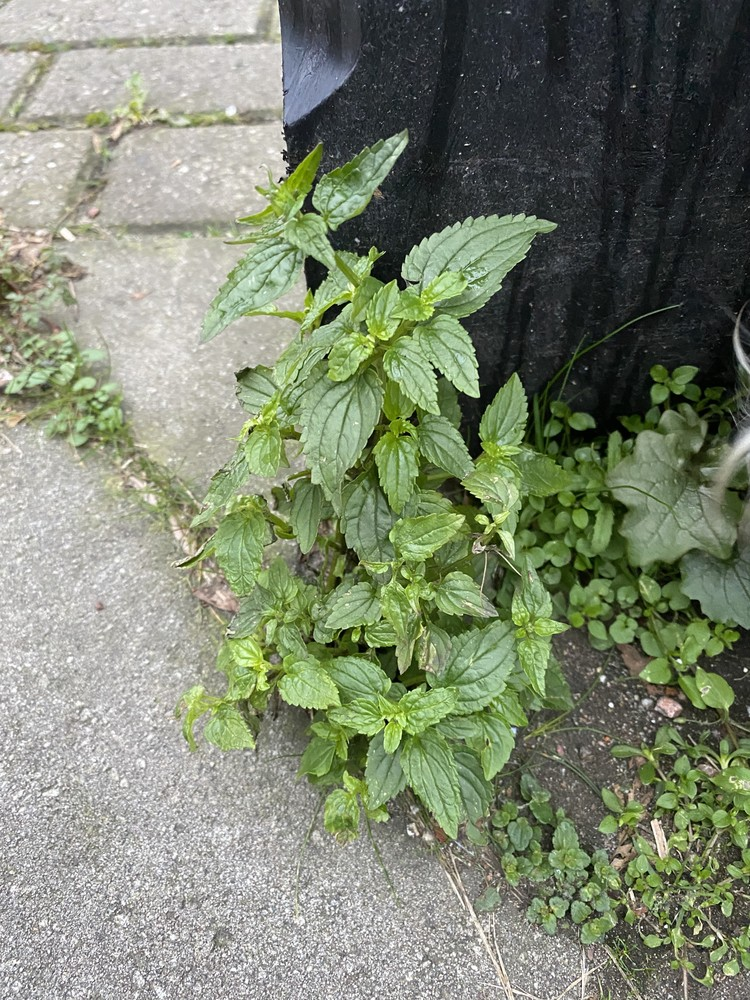
Plant
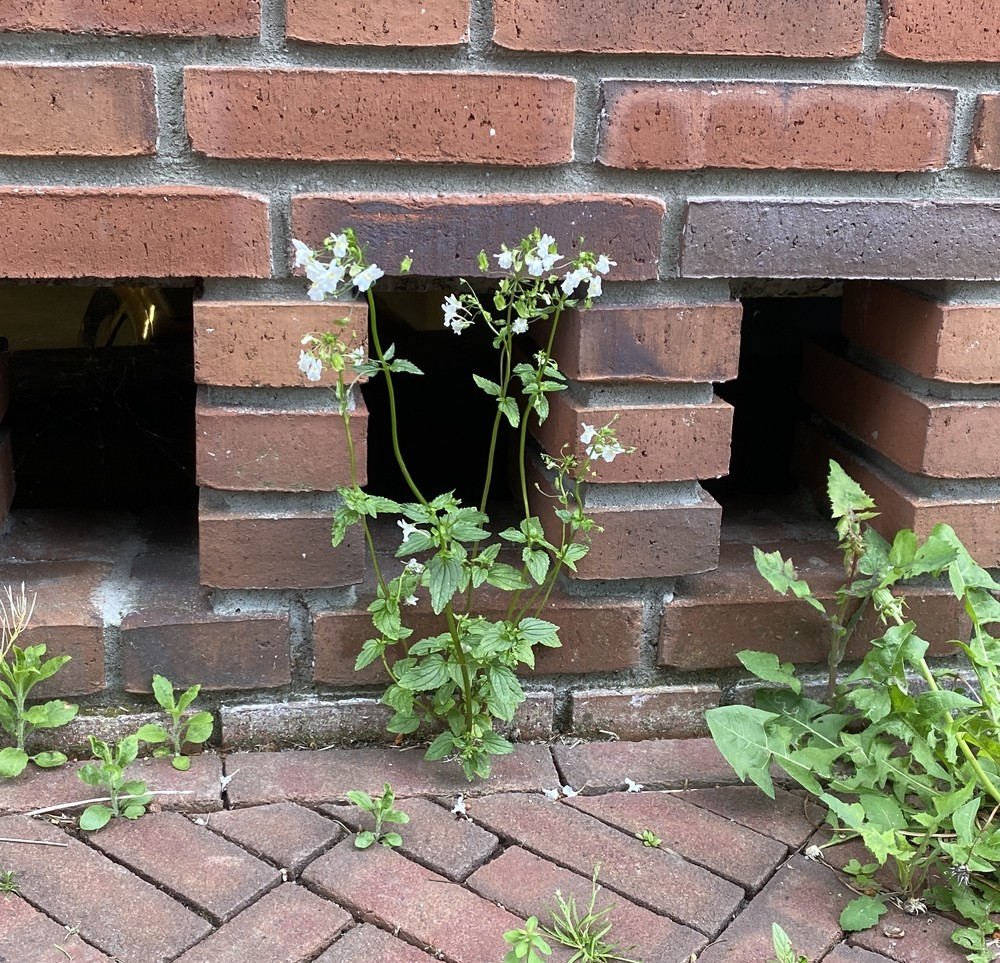
Bloeiende plant
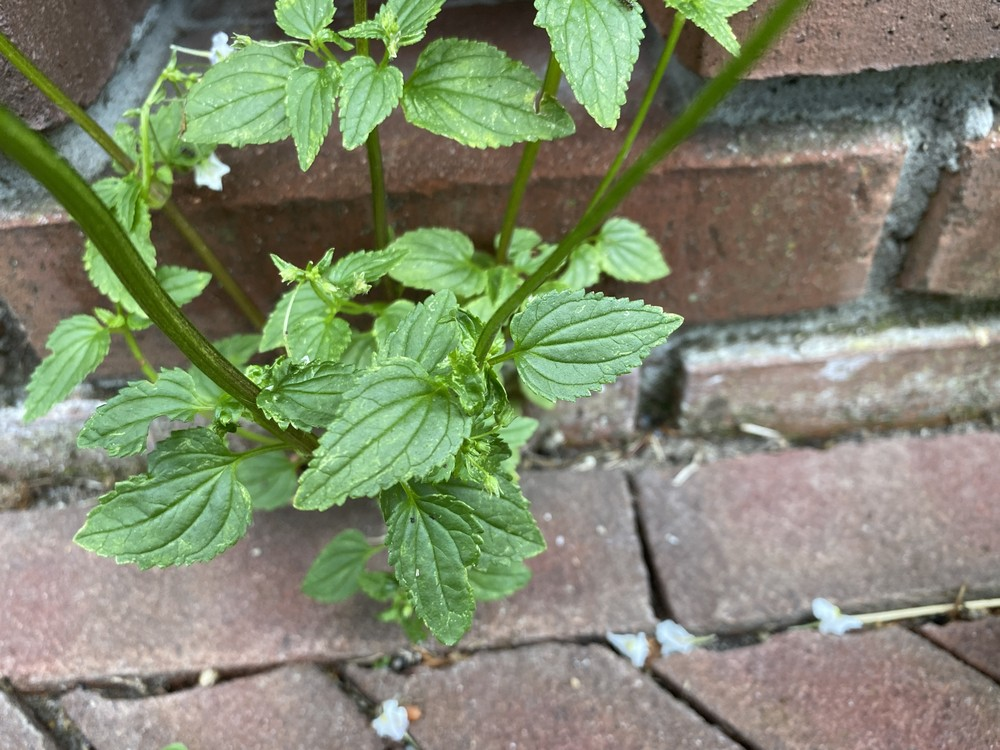
Bladeren
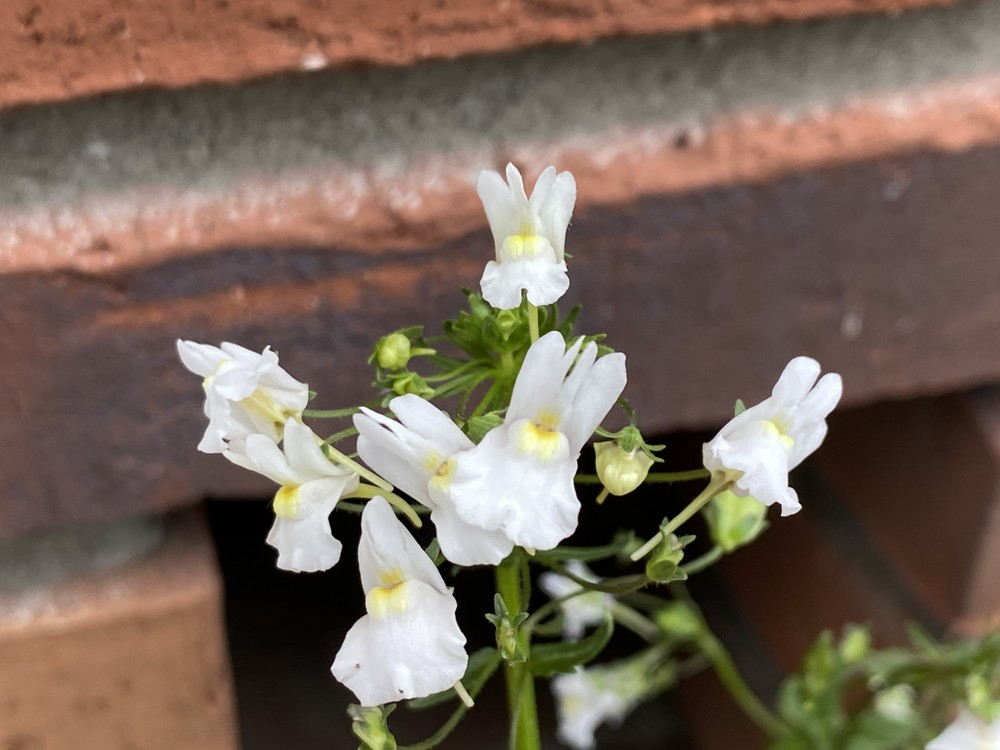
Bloeiwijze

Kransnemesia komt voor in siertuinen, maar ook tussen straatstenen en stoeptegels.